# Hear in the Now Frontier
Hear in the Now Frontier es el sexto álbum de estudio de la banda de metal progresivo, Queensrÿche, editado por EMI en 1997.
El álbum debutó en el puesto #19 pero rápidamente desapareció del chart.
Fue el último trabajo con el miembro fundador Chris DeGarmo como integrante fijo del grupo.

## Lista de canciones
1. "Sign of the Times" (DeGarmo) – 3:33
2. "Cuckoo's Nest" (DeGarmo) – 3:59
3. "Get a Life" (DeGarmo/Tate) – 3:39
4. "The Voice Inside" (DeGarmo/Tate) – 3:48
5. "Some People Fly" (DeGarmo) – 5:17
6. "Saved" (DeGarmo/Tate) – 4:09
7. "You" (DeGarmo/Tate) – 3:54
8. "Hero" (DeGarmo) – 5:25
9. "Miles Away" (DeGarmo) – 4:32
10. "Reach" (Tate/Wilton) – 3:30
11. "All I Want" (DeGarmo) – 4:06
12. "Hit the Black" (DeGarmo/Jackson) – 3:36
13. "Anytime / Anywhere" (DeGarmo/Jackson/Tate) – 2:54
14. "sp00L" (DeGarmo/Tate) – 4:53

- El álbum fue relanzado el 10 de junio de 2003 con los siguientes bonus tracks:

1. "Chasing Blue Sky ( Televoid)" – 3:41
2. "Silent Lucidity (Live)" – 5:24
3. "The Killing Words (MTV Unplugged)" – 3:52
4. "I Will Remember (MTV Unplugged)" – 4:01

## Créditos
- Chris DeGarmo – vocalista, guitarra.
- Geoff Tate – vocalista
- Michael Wilton – guitar
- Eddie Jackson – bajo.
- Scott Rockenfield – Batería.

Con
- Steve Nathan - Teclado
- Matt Bayles - Asistente Inginiero, Mezcla Asistencial.
- Hugh Syme - Arte, Direciín, Desiño.
- Toby Wright - Mezcla, Grabada.
- Dimo Safari - Arte Dirección, Desiño.

## Posicionamiento
- UK #46 USA #19 Alemania #19.
- En U.S el álbum vendió cerca 330 000 copias hasta la fecha (2006)

- Datos: Q1034656